# Schefflera globosa
Schefflera globosa är en araliaväxtart som beskrevs av Elmer Drew Merrill. Schefflera globosa ingår i släktet Schefflera och familjen araliaväxter. Inga underarter finns listade.